# Cipórá Obzíler
Cipórá (Cípí) Obzíler (héberül ציפורה (ציפי) אובזילר, izraeli angol átírással Tzipora (Tzipi) Obziler; Jeruzsálem, 1973. április 19. –) izraeli teniszezőnő. 1997-ben kezdte profi pályafutását, tizennégy egyéni és tizennégy páros ITF-torna győztese. Legjobb egyéni világranglista-helyezése a hetvenötödik volt, ezt 2007 júliusában érte el. 2009 tavaszán visszavonult.

## Eredményei Grand Slam-tornákon

### Egyéniben
| Torna           | 2008   | 2007   | 2006   | 2005   | 2004   | 2003 | 2002 | 2001 | 2000   |
| --------------- | ------ | ------ | ------ | ------ | ------ | ---- | ---- | ---- | ------ |
| Australian Open | 1. kör | 1. kör | 1. kör | 2. kör | 2. kör | -    | -    | -    | 1. kör |
| Roland Garros   | 1. kör | 2. kör | -      | -      | 1. kör | -    | -    | -    | -      |
| Wimbledon       | 1. kör | 1. kör | -      | -      | -      | -    | -    | -    | -      |
| US Open         |        | 1. kör | -      | -      | 2. kör | -    | -    | -    | -      |

## Év végi világranglista-helyezései
| Év       | 1989 | 1990 | 1991 | 1992 | 1993 | 1994 | 1995 | 1996 | 1997 | 1998 |
| Helyezés | 581. | 555. | 567. | 495. | 471. | 477. | 643. | 483. | 326. | 240. |
| Év       | 1999 | 2000 | 2001 | 2002 | 2003 | 2004 | 2005 | 2006 | 2007 | 2008 |
| Helyezés | 222. | 203. | 629. | 190. | 129. | 109. | 134. | 110. | 82.  | 176. |